# محطة جوراغوا للطاقة النووية
محطة جوراغوا للطاقة النووية هي عبارة عن محطة للطاقة النووية قيد الإنشاء في كوبا تم الإعلان عن تعليق العمل بها في عام 1992 بعد انهيار الاتحاد السوفيتي وإنهاء المساعدات الاقتصادية السوفيتية لكوبا. سعت روسيا وكوبا للحصول على تمويل من دولة ثالثة لاستكمال المصنع في منتصف التسعينيات ولكن في عام 2000 اتفق البلدان على التخلي عن المشروع.